# Comme un boomerang (chanson)
Pour les articles homonymes, voir Comme un boomerang.
Singles de Étienne Daho
Ouverture
(2001) Retour à toi
(2003)
Comme un boomerang est une chanson écrite et composée par Serge Gainsbourg, sortie en 1975.

## Historique
En 1974, la chanteuse Dani est sélectionnée par l'ORTF pour représenter la France le 6 avril 1974 à la dix-neuvième édition du Concours Eurovision de la chanson à Brighton au Royaume-Uni, avec la chanson La Vie à 25 ans. Mais à la suite de la mort du Président de la République Georges Pompidou le 2 avril 1974, la France se retire du concours Eurovision se tenant le jour du deuil national et des obsèques de Pompidou.
N'ayant pas pu participer au concours 1974, Dani se voit proposer de participer l'année suivante au Concours Eurovision de la chanson 1975 se déroulant à Stockholm le 22 mars 1975, mais impose la condition de chanter un titre de Serge Gainsbourg, qui avait déjà remporté dix ans auparavant le prix avec Poupée de cire, poupée de son, interprétée par France Gall. 
Une maquette est enregistrée par Gainsbourg lui-même afin d'aider Dani dans l'interprétation de la chanson.
Cependant, cette chanson est refusée par Antenne 2, diffuseur télé de l'événement, en raison de certains passages du texte jugés agressifs, provocateurs et connotés sexuellement et le jury français leur demande de revoir leur copie. Le tandem refuse. Dani propose alors une autre chanson écrite par Christine Fontane qui lui avait déjà écrit La vie à 25 ans un an plus tôt. Il s'agit de Paris paradis. Avec ce titre, elle participe au Concours de la Chanson française, concours télévisé qui permettait à l'époque à un jury de cent personnes désignées par la Sofres et censées représenter la population française, de choisir la chanson qui représentera la France au concours Eurovision de la chanson. Lors de ce même concours de la Chanson française figurait aussi le duo Chantal Goya et Guy Mardel avec leur titre Prends une rose.
Mais le jury fixe son choix sur la chanteuse Nicole Rieu qui chante la chanson Et bonjour à toi l'artiste, et qui représente donc la France cette année-là au concours Eurovision de la chanson.
Dani rate alors pour la deuxième fois sa participation au concours Eurovision de la chanson.
Le titre Comme un boomerang est bloqué pendant un certain temps pour question de droits de maisons de disques, car Comme un boomerang  existe en plusieurs versions : une première chantée par Dani, une autre en duo et une troisième chantée par Gainsbourg seul. « Elle a dormi sur une étagère chez Vogue avec une étiquette Dani et non Gainsbourg, alors personne ne s'y intéressait jusqu'à la fin des années 1990 où Étienne Daho encourage Dani à reprendre le morceau. »
Le titre est réenregistré en 2001 lors d'un passage d'un concert de Daho, en duo avec Dani et paraît en single la même année et devient un tube, se classant à la sixième position des meilleures ventes de singles. 
La version de Gainsbourg sort en single dix ans plus tard — à l'occasion du vingtième anniversaire de sa disparition et du best of sorti à la même période — et parvient à se classer à la quarantième place des meilleures ventes de singles.

## Classements et certifications

### Classements hebdomadaires
| Classement (2001-02)                    | Meilleure place |
| --------------------------------------- | --------------- |
| France (SNEP)                           | 6               |
| Belgique (Wallonie Ultratop 50 Singles) | 23              |

| Classement (2011) | Meilleure place |
| ----------------- | --------------- |
| France (SNEP)     | 40              |

### Certifications
| Région                                                                                                 | Certification | Ventes/Streams |
| --- | ------------- | -------------- |
| France (SNEP)                                                                                          | Or            | 250 000*       |
| *Ventes selon la certification ^Mise en rayon selon la certification xNon précisé par la certification |               |                |